# Emmanuel Drake del Castillo
Emmanuel Drake del Castillo (Parigi, 28 dicembre 1855 – Saint-Cyran-du-Jambot, 14 maggio 1904) è stato un botanico francese, di origini anglo-spagnole.
Studiò botanica a Parigi e fu allievo di Louis Édouard Bureau (1830-1918), si occupò in particolare della flora della Polinesia francese e di quella del Madagascar.
Durante la sua carriera realizzò un erbario, che al momento della sua morte comprendeva circa 500.000 campioni, e che fu donato al  Museo nazionale di storia naturale di Francia di Parigi.

## Biografia
Figlio del ricco proprietario terriero cubano Santiago Drake del Castillo e della sua seconda moglie, Charlotte Claire Spitz, Emmanuel era fratello del politico e viticoltore Jacques Drake del Castillo. Alla morte del padre nel 1876, ereditò con quest'ultimo i possedimenti del genitore, ed in particolare a lui spettò il castello di Saint-Hilaire-les-Andrésis (nella Loira), acquistando nel 1883 anche quello di Saint-Cyran-du-Jambot (nel dipartimento dell'Indre) dove si dedicò ad un'ampia opera di ripiantumazione.
Dopo aver studiato giurisprudenza a Parigi su impulso del padre, si appassionò al mondo della botanica e divenne allievo di Édouard Bureau (1830-1918), professore al Museo nazionale di storia naturale di Parigi.
Nel 1882 sposò Marthe de La Ville Le Roulx con la quale ebbe sei figli.
Nel 1884 divenne sindaco di Saint-Cyran-du-Jambot e rimase in carica sino alla propria morte nel 1904.
Tra il 1886 ed il 1892, pubblicò le Illustrationes Florae Insulae Maris Pacifici, una sintesi dei suoi studi sulla flora della Polinesia francese. Si interessò anche alla flora del Madagascar, studiando in particolare le raccolte di Guillaume Grandidier.
Parallelamente, costituì un erbario di 500.000 esemplari che venne in seguito donato al Museo nazionale di storia naturale di Parigi, gran parte del quale venne costituito dal lavoro di Albert Belhomme de Franqueville con fiori provenienti anche dall'India.
Botanico affermato, Emmanuel Drake del Castillo divenne socio di numerose istituzioni prestigiose come la Società reale di botanica del Belgio, la Società reale bavarese di botanica di Ratisbona, la Société philomathique di Parigi, e della Société linnéenne. Fu presidente della Società botanica di Francia nel 1900.
Emmanuel Drake del Castillo dedicò il genere Alluaudia della famiglia delle Didiereaceae a Charles Alluaud.

## Alcune opere
- Illustrationes Florae Insulae Maris Pacifici, 1886-1892
- Flore de la Polynésie française, 1893
- con Henri Baillon, Histoire naturelle des plantes (2 vol.) (Histoire physique, naturelle et politique de Madagascar, vol. 30 & 36), 1897-1902
- Remarques sur la flore de la Polynésie et sur ses rapports avec celle des terres voisines, 1890
- Flore de la Polynésie française : description des plantes vasculaires qui crossent spontanément ou qui sont généralement cultivées aux Iles de la Société Marquises, Pomotou, Gambier et Wallis, 1892
- Madagascar Au Début Du XX siècle, 1902.
- Notice sur la vie et les travaux de A. Franchet, p. 158-172 - Société botanique de France, Bull. Soc. bot. Fr., Comptes rendus des séances, vol. 47 - fasc. 1, 1900.